# Michał Kuschius
Michał Kuschius (ur. 1600 w Brzeźmierzu, zm. 2 września 1654 we Wrocławiu) – polski i niemiecki kaznodzieja luterański.
Michał Kuschius pochodził z Brzezimierza koło Oławy. Uczęszcza do szkoły gimnazjalnej w Toruniu. Następnie był nauczycielem domowym u wrocławskiego rajcy Hansa Vogta, który sfinansował mu dalszą naukę. W latach 1629–1631 studiował na Uniwersytecie w Wittemberdze a następnie w Toruniu. Po studiach, do 1638 roku pełnił obowiązki pastora w Sadkowie i Jaszkotle. Od 1638 roku przebywał we Wrocławiu jako nauczyciel i kaznodzieja luterański.
Pozostawił po sobie dzieło: Wegweiser zur polnischer und deutschen Sprache (...) Przewodnik do języka polskiego, to jest gruntowna, potrzebna nauka, jako się niemieckie pacholę i dziewczątko polskiego, a zaś Polak niemieckiego języka łatwiej i rychlej nie tylko prawie pisać, rozumieć i mówić nauczyć, na przesadzie, i słów szukać może (...). wydane we Wrocławiu w 1646 roku.
Od 1638 roku do śmierci był polskim i niemieckim kaznodzieją w kościele św. Krzysztofa oraz rektorem polskiej szkoły.